# Who's Better, Who's Best
Who's Better, Who's Best je kompilační album od The Who z roku 1988. Téhož roku byla vydána také stejnojmenná kompilace videí.

## Seznam skladeb
Autorem všech skladeb je Pete Townshend, kromě uvedené výjimky.
1. "My Generation" – 3:16
2. "Anyway, Anyhow, Anywhere" (Townshend, Roger Daltrey) – 2:39
3. "The Kids Are Alright" – 2:45
4. "Substitute" – 3:46
5. "I'm a Boy" – 2:38
6. "Happy Jack" – 2:12
7. "Pictures of Lily" – 2:42
8. "I Can See for Miles" – 4:06
9. "Who Are You" – 5:03
10. "Won't Get Fooled Again" (zkrácená verze) – 3:38
11. "Magic Bus" – 3:19
12. "I Can't Explain" – 2:04
13. "Pinball Wizard" – 2:59
14. "I'm Free" – 2:40
15. "See Me, Feel Me" – 3:30
16. "Squeeze Box" – 2:40
17. "Join Together" – 4:19
18. "You Better You Bet" – 5:37